# آمی اوتاکی
آمی اوتاکی (انگلیسی: Ami Otaki؛ زادهٔ ۲۸ ژوئیهٔ ۱۹۸۹) بازیکن فوتبال اهل ژاپن است.
از باشگاه‌هایی که در آن بازی کرده‌است می‌توان به باشگاه فوتبال زنان المپیک لیون اشاره کرد.
وی همچنین در تیم ملی فوتبال زنان ژاپن بازی کرده‌است.